# Comtat de Darab

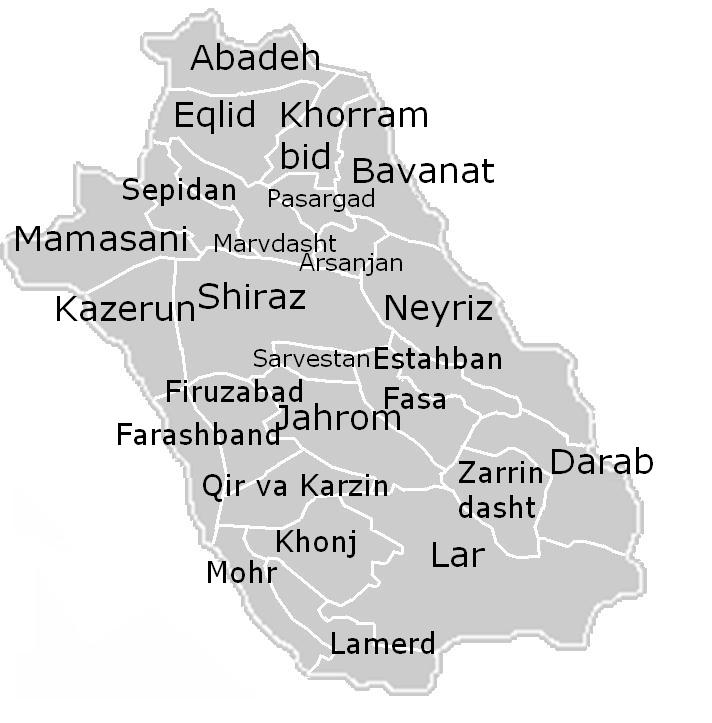
Mapa dels comtats de Fars

El comtat de Darab és una divisió administrativa de la província de Fars a l'Iran. Anteriorment era part del districte o comtat de Fasa (actualment situat a l'oest), del que després fou separat. El comtat actual inclou uns 500 poblets. La capital és la vila de Darab. El 1996 tenia una població de 210.935 habitants.
Té un clima calorós a l'estiu i poc fred a l'hivern. La regió produeix fruites, cereals, cotó i tabac; a la part sud hi habita la tribu baharlu. Algunes mines de sal foren utilitzades ja antigament.